# 野々山郁也
野々山 郁也（ののやま いくや、1981年10月23日 - ）は、日本の俳優、タレントである。愛知県出身。オフィス・オーパ所属。

## 出演

### テレビドラマ
- 4分間のマリーゴールド（TBS）
- ドクターX〜外科医・大門未知子〜（テレビ朝日）
- 駐在刑事 Season3 第1話・第3話・第6話（2022年1月14日・28日、2月18日、テレビ東京）
- 妻、小学生になる。 （2022年1月21日 - 、TBS） -  エキストラ協力

### 配信ドラマ
- 仮面ライダーBLACK SUN（2022年10月28日、Amazon Prime Video） - SP 役

### 映画
- カツベン！（2019年、周防正行監督）
- 記憶にございません（2019年、三谷幸喜監督）
- 初恋～お父さん、チビがいなくなりました（2019年、小林聖太郎監督）
- ラ（2019年、高橋朋広監督）
- 新聞記者（2019年、藤井直人監督）

### Vシネマ
- 実録・侠魂（2011年）